# ولكم نستا
ولكم نستا (بالإنجليزية: Welcome Ncita)‏ هو ملاكم محترف جنوب أفريقي سابق بدأ مسيرته الاحترافية سنة 1984. حقق بطولة الاتحاد الدولي للملاكمة.

## إحصائيات
خاض خلال مسيرته 44 نزالا، فاز في 40 وتعادل في 1 وخسر في 3. فاز بالضربة القاضية في 21 نزالا.

## روابط خارجية
- ولكم نستا على موقع بوكس ريك (الإنجليزية) (registration required)